# 坂井 (新潟市)
坂井（さかい）は、新潟県新潟市西区の町字。現行行政地名は坂井一丁目から坂井三丁目と大字坂井。住居表示は一丁目から三丁目が実施済み区域、大字が未実施区域。郵便番号は950-2042。

## 概要
1889年（明治22年）から現在までの大字。及び、1983年（昭和58年）から現在までの町名。西川の左岸に位置する。もとは江戸時代から1889年（明治22年）まであった坂井村の区域の一部で、境村とも書いた。地名の由来は、領地と領地の境にあったことによる。

### 隣接する町字
北から東回り順に、以下の町字と隣接する。
- 坂井砂山
- 坂井東
- 須賀
- 大野

※ 西川を挟んで新通と隣接。

## 歴史
1649年（慶安2年）に長岡藩の検地を受ける。

### 分立した町字
1889年（明治22年）以後に、以下の町字が分立。
坂井東（さかいひがし）
1983年（昭和58年）に分立した町字。
坂井砂山（さかいすなやま）
1987年（昭和62年）11月9日に分立した町字。

### 年表
- 1889年（明治22年）4月1日 : 合併により上坂井輪村の大字となる。
- 1901年（明治34年）11月1日 : 合併により坂井輪村の大字となる。
- 1954年（昭和29年）11月1日 : 合併により新潟市の大字となる。
- 2007年（平成19年）4月1日 : 新潟市の政令指定都市移行により、西区の大字となる。

## 世帯数と人口
2018年（平成30年）1月31日現在の世帯数と人口は以下の通りである。
| 大字・丁目 | 世帯数    | 人口    |
| ---------- | --------- | ------- |
| 坂井       | 1,351世帯 | 3,098人 |
| 坂井一丁目 | 144世帯   | 403人   |
| 坂井二丁目 | 55世帯    | 148人   |
| 坂井三丁目 | 67世帯    | 191人   |
| 計         | 1,617世帯 | 3,840人 |

## 小・中学校の学区
市立小・中学校に通う場合、学区は以下の通りとなる。
| 大字・丁目 | 番地                         | 小学校                   | 中学校               |
| ---------- | ---------------------------- | ------------------------ | -------------------- |
| 坂井       | 通学区域一覧に記載された番地 | 新潟市立新通小学校       | 新潟市立坂井輪中学校 |
| 坂井       | 通学区域一覧に記載された番地 | 新潟市立新通つばさ小学校 | 新潟市立坂井輪中学校 |
| 坂井一丁目 | 1～4番、19番20～43号、20番   | 新潟市立坂井輪小学校     | 新潟市立小新中学校   |
| 坂井一丁目 | 5〜18番、19番1～18号         | 新潟市立坂井東小学校     | 新潟市立坂井輪中学校 |
| 坂井二丁目 | 全域                         | 新潟市立坂井東小学校     | 新潟市立坂井輪中学校 |
| 坂井三丁目 | 全域                         | 新潟市立新通小学校       | 新潟市立坂井輪中学校 |

- 坂井3丁目の一部は、申請により新潟市立坂井東小学校へ就学できる地域。

## 主な企業・施設
- ウエルシア 新潟大学前店

## 交通

### 道路
- 新潟県道16号新潟亀田内野線